# Library of America

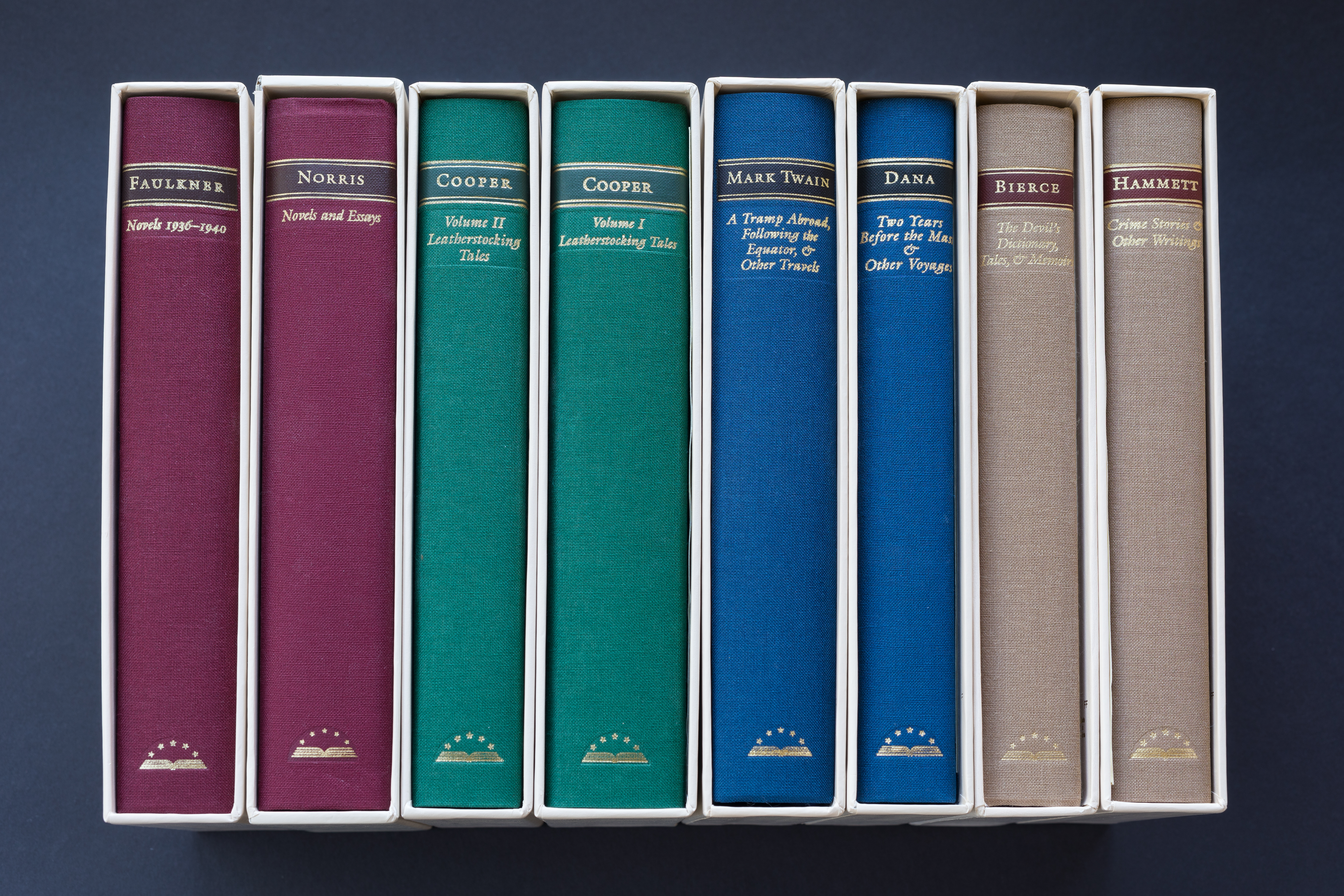
Alcuni volumi della Library of America

La Library of America (LoA) è una casa editrice statunitense di autori della tradizione classica della letteratura nazionale.

## Storia
Sognata a lungo dal critico Edmund Wilson e fondata ne 1979, si avvale di finanziamenti pubblici e privati per mettere sul mercato a prezzo accessibile e con buona curatela gli autori che fanno da riferimento per la storia e la letteratura degli Stati Uniti. Ospita anche una selezione dei discorsi di diversi presidenti.
Simile in qualche modo alla francese Bibliothèque de la Pléiade e all'italiana I Meridiani che però pubblicano anche autori stranieri e sono operazioni anche commerciali, la collana è non-profit.
Tra coloro che hanno lavorato per decidere quali titoli includere e a chi affidare le note e le introduzioni ci sono stati: Daniel Aaron, Lawrence Hughes, Helen Meyer, Roger W. Straus jr., Richard Poirier, Jason Epstein, Cheryl Hurley (attuale direttore, dal 2009), Max Rudin (attuale redattore) e Geoffrey O'Brien (capo redazione).
Hanno prestato la loro cultura come consiglieri della collana anche Robert Penn Warren, C. Vann Woodward, R.W.B. Lewis, Robert Coles, Irving Howe, e Eudora Welty.
I primi volumi sono usciti nel 1982, per proseguire con un ritmo da 4 a 8 volumi all'anno sempre in catalogo, e circa 250 000 copie vendute ogni anno.
Oltre a includere le opere complete o quelle più significative di importanti autori, fanno parte della collana anche delle antologie, come quella dei reporter della seconda guerra mondiale o di volumi a tema su alcune città (Writing Los Angeles o Writing New York), sport (come Baseball: a Literary Anthology), o altri temi (il cibo in American Food Writing, il cinema in American Movie Critics, la schiavitù in Slave Narratives ecc.)

## Serie principale
1. Herman Melville, Typee / Omoo / Mardi (a cura di G. Thomas Tanselle, 1982)
2. Nathaniel Hawthorne, Tales and Sketches (a cura di Roy Harvey Pearce, 1982)
3. Walt Whitman, Poetry and Prose (a cura di Justin Kaplan, 1982)
4. Harriet Beecher Stowe, Three Novels: Uncle Tom's Cabin / The Minister's Wooing / Oldtown Folks (a cura di Kathryn Kish Sklar, 1982)
5. Mark Twain, Mississippi Writings: The Adventures of Tom Sawyer / Life on the Mississippi / Adventures of Huckleberry Finn / Pudd'nhead Wilson (a cura di Guy Cardwell, 1982)
6. Jack London, Novels and Stories (a cura di Donald Pizer, 1982)
7. Jack London, Novels and Social Writings (a cura di Donald Pizer, 1982)
8. William Dean Howells, Novels 1875-1886: A Foregone Conclusion / A Modern Instance / Indian Summer / The Rise of Silas Lapham (a cura di Edwin M. Cady, 1982)
9. Herman Melville, Redburn / White Jacket / Moby-Dick (a cura di G. Thomas Tanselle, 1983)
10. Nathaniel Hawthorne, Collected Novels: Fanshawe / The Scarlet Letter / The House of the Seven Gables / The Blithedale Romance / The Marble Faun (a cura di Millicent Bell, 1983)
11. Francis Parkman, France and England in North America, vol. I (a cura di David Levin, 1983)
12. Francis Parkman, France and England in North America, vol. II (a cura di David Levin, 1983)
13. Henry James, Novels 1871-1880: Watch and Ward / Roderick Hudson / The American / The Europeans / Confidence (a cura di William T. Stafford, 1983)
14. Henry Adams, Novels (Democracy / Esther) / Mont Saint Michel and Chartres / The Education of Henry Adams / Poems (a cura di Ernest e Jayne N. Samuels, 1983)
15. Ralph Waldo Emerson, Essays and Lectures (a cura di Joel Porte, 1983)
16. Washington Irving, History, Tales, and Sketches (a cura di James W. Tuttleton, 1983)
17. Thomas Jefferson, Writings (a cura di Merrill D. Peterson, 1984)
18. Stephen Crane, Prose and Poetry (a cura di J.C. Levenson, 1984)
19. Edgar Allan Poe, Poetry and Tales (a cura di Patrick F. Quinn, 1984)
20. Edgar Allan Poe, Essays and Reviews (a cura di G.R. Thompson, 1984)
21. Mark Twain, The Innocents Abroad / Roughing It (a cura di Guy Cardwell, 1984)
22. Henry James, Literary Criticism: Essays, American & English Writers (a cura di Leon Edel e Mark Wilson, 1984)
23. Henry James, Literary Criticism: European Writers & The Prefaces (a cura di Leon Edel e Mark Wilson, 1984)
24. Herman Melville, Pierre / Israel Potter / The Confidence-Man / Tales / Billy Budd (a cura di Harrison Hayford, 1985)
25. William Faulkner, Novels 1930-1935: As I Lay Dying / Sanctuary / Light in August / Pylon (a cura di Joseph Blotner e Noel Polk, 1985)
26. James Fenimore Cooper, The Leatherstocking Tales, vol. I (a cura di Blake Nevius, 1985)
27. James Fenimore Cooper, The Leatherstocking Tales, vol. II (a cura di Blake Nevius, 1985)
28. Henry David Thoreau, A Week / Walden / The Maine Woods / Cape Cod (a cura di Robert F. Sayre, 1985)
29. Henry James, Novels 1881-1886: Washington Square / The Portrait of a Lady / The Bostonians (a cura di William T. Stafford, 1985)
30. Edith Wharton, Novels: The House of Mirth / The Reef / The Custom of the Country / The Age of Innocence (a cura di R.W.B. Lewis, 1986)
31. Henry Adams, History of the United States during the Administrations of Jefferson (a cura di Earl N. Harbert, 1986)
32. Henry Adams, History of the United States during the Administrations of Madison (a cura di Earl N. Harbert, 1986)
33. Frank Norris, Novels and Essays (a cura di Donald Pizer, 1986)
34. W.E.B. Du Bois, Writings (a cura di Nathan I. Huggins, 1986)
35. Willa Cather, Early Novels and Stories (a cura di Sharon O'Brien, 1987)
36. Theodore Dreiser, Sister Carrie / Jennie Gerhardt / Twelve Men (a cura di Richard Lehan, 1987)
37. Benjamin Franklin, Silence Dogood / The Busy-Body / Early Writings e Autobiography / Poor Richard / Later Writings (a cura di J.A. Leo Lemay, 2 voll., 1987)
38. William James, Writings 1902-1910 (a cura di Bruce Kuklick, 1987)
39. Flannery O'Connor, Collected Works (a cura di Sally Fitzgerald, 1988)
40. Eugene O'Neill, Complete Plays 1913-1920 (a cura di Travis Bogard, 1988)
41. Eugene O'Neill, Complete Plays 1920-1931 (a cura di Travis Bogard, 1988)
42. Eugene O'Neill, Complete Plays 1932-1943 (a cura di Travis Bogard, 1988)
43. Henry James, Novels 1886-1890: The Princess Casamassima / The Reverberator / The Tragic Muse (a cura di Daniel Mark Fogel, 1989)
44. William Dean Howells, Novels 1886-1888: The Minister's Charge / April Hopes / Annie Kilburn (a cura di Don L. Cook, 1989)
45. Abraham Lincoln, Speeches and Writings 1832-1858 (a cura di Don E. Fehrenbacher, 1989)
46. Abraham Lincoln, Speeches and Writings 1859-1865 (a cura di Don E. Fehrenbacher, 1989)
47. Edith Wharton, Novellas and Other Writings (a cura di Cynthia Griffin Wolff, 1990)
48. William Faulkner, Novels 1936-1940: Absalom, Absalom! / The Unvanquished / If I Forget Thee, Jerusalem (The Wild Palms) / The Hamlet (a cura di Joseph Blotner e Noel Polk, 1990)
49. Willa Cather, Later Novels (a cura di Sharon O'Brien, 1990)
50. Ulysses S. Grant, Personal Memoirs and Selected Letters (a cura di Mary Drake McFeeley e William S. McFeeley, 1990)
51. William Tecumseh Sherman, Memoirs (a cura di Charles Royster, 1990)
52. Washington Irving, Bracebridge Hall / Tales of a Traveller / Tales of the Alhambra (a cura di Andrew Myers, 1991)
53. Francis Parkman, The Oregon Trail / The Conspiracy of Pontiac (a cura di William R. Taylor, 1991)
54. James Fenimore Cooper, Sea Tales / The Pilot / The Red Rover (a cura di Kay Seymour House e Thomas Philbrick, 1991)
55. Richard Wright, Early Works (a cura di Arnold Rampersad, 1991)
56. Richard Wright, Later Works (a cura di Arnold Rampersad, 1991)
57. Willa Cather, Stories, Poems, and Other Writings (a cura di Sharon O'Brien, 1991)
58. William James, Writings 1878-1899 (a cura di Gerald Myers, 1992)
59. Sinclair Lewis, Main Street / Babbitt (a cura di John Hersey, 1992)
60. Mark Twain, Collected Tales, Sketches, Speeches & Essays 1852-1890 (a cura di Louis J. Budd, 1992)
61. Mark Twain, Collected Tales, Sketches, Speeches & Essays 1891-1910 (a cura di Louis J. Budd, 1992)
62. Bernard Bailyn (a cura di), The Debate on the Constitution, part I (1993)
63. Bernard Bailyn (a cura di), The Debate on the Constitution, part II (1993)
64. Henry James, Collected Travel Writings: Great Britain & America (a cura di Richard Howard, 1993)
65. Henry James, Collected Travel Writings: The Continent (a cura di Richard Howard, 1993)
66. John Hollander (a cura di), American Poetry: The Nineteenth Century, vol. I (1993)
67. John Hollander (a cura di), American Poetry: The Nineteenth Century, vol. II (1993)
68. Frederick Douglass, Autobiography (a cura di Henry Louis Gates jr., 1994)
69. Sarah Orne Jewett, Novels and Stories (a cura di Michael Davitt Bell, 1994)
70. Ralph Waldo Emerson, Collected Poems and Translations (a cura di Harold Bloom e Paul Kane, 1994)
71. Mark Twain, Historical Romances (a cura di Susan K. Harris, 1994)
72. John Steinbeck, Novels and Stories 1932-1937 (a cura di Robert DeMott e Elaine A. Steinbeck, 1994)
73. William Faulkner, Novels 1942-1954: Go Down, Moses / Intruder in the Dust / Requiem for a Nun / A Fable (a cura di Joseph Blotner e Noel Polk, 1994)
74. Zora Neale Hurston, Novels and Stories (a cura di Cheryl A. Wall, 1995)
75. Zora Neale Hurston, Folklore, Memoirs, and Other Writings (a cura di Cheryl A. Wall, 1995)
76. Thomas Paine, Collected Writings (a cura di Eric Foner, 1995)
77. Samuel Hynes, Anne Matthews e altri (a cura di), Reporting World War II: American Journalism 1938-1944 (1995)
78. Samuel Hynes, Anne Matthews e altri (a cura di), Reporting World War II: American Journalism 1944-1946 (1995)
79. Raymond Chandler, Stories and Early Novels (a cura di Frank MacShane, 1995)
80. Raymond Chandler, Later Novels and Other Writings (a cura di Frank MacShane, 1995)
81. Robert Frost, Collected Poems, Prose & Plays (a cura di Richard Poirier e Mark Richardson, 1995)
82. Henry James, Complete Stories 1892-1898 (a cura di John Hollander, David Bromwich e Denis Donoghue, 1996)
83. Henry James, Complete Stories 1898-1910 (a cura di John Hollander, David Bromwich e Denis Donoghue, 1996)
84. William Bartram, Travels and Other Writings (a cura di Thomas Slaughter, 1996)
85. John Dos Passos, U.S.A. (a cura di Townsend Ludington e Daniel Aaron, 1996)
86. John Steinbeck, The Grapes of Wrath and Other Writings 1936-1941 (a cura di Robert DeMott e Elaine A. Steinbeck, 1996)
87. Vladimir Nabokov, Novels and Memoirs 1943-1951 (a cura di Brian Boyd, 1996)
88. Vladimir Nabokov, Novels 1955-1962 (a cura di Brian Boyd, 1996)
89. Vladimir Nabokov, Novels 1969-1974 (a cura di Brian Boyd, 1996)
90. James Thurber, Writings and Drawings (a cura di Garrison Keillor, 1996)
91. George Washington, Writings (a cura di John Rhodehamel, 1997)
92. John Muir, Nature Writings (a cura di William Cronon, 1997)
93. Nathanael West, Novels and Other Writings (a cura di Sacvan Bercovitch, 1997)
94. Robert Polito (a cura di), Crime Novels: American Noir of the 1930s and 40s (James M. Cain, The Postman Always Rings Twice / Horace McCoy, They Shoot Horses, Don't They? / Edward Anderson, Thieves Like Us / Kenneth Fearing, The Big Clock / William Lindsay Gresham, Nightmare Alley / Cornell Woolrich, I Married a Dead Man, 1997)
95. Robert Polito (a cura di), Crime Novels: American Noir of the 1950s (Jim Thompson, The Killer Inside Me / Patricia Highsmith, The Talented Mr. Ripley / Charles Willeford, Pick-Up / David Goodis, Down There / Chester Himes, The Real Cool Killers, 1997)
96. Wallace Stevens, Collected Poetry and Prose (a cura di Frank Kermode e Joan Richardson, 1997)
97. James Baldwin, Early Novels and Stories (a cura di Toni Morrison, 1998)
98. James Baldwin, Collected Essays (a cura di Toni Morrison, 1998)
99. Gertrude Stein, Writings 1903-1932 (a cura di Harriet Chessman e Catharine R. Stimpson, 1998)
100. Gertrude Stein, Writings 1932-1946 (a cura di Harriet Chessman e Catharine R. Stimpson, 1998)
101. Eudora Welty, Complete Novels (a cura di Richard Ford e Michael Kreyling, 1998)
102. Eudora Welty, Stories, Essays, & Memoirs (a cura di Richard Ford e Michael Kreyling, 1998)
103. Charles Brockden Brown, Three Gothic Novels: Wieland / Arthur Mervyn / Edgar Huntly (a cura di Sydney J. Krause, 1998)
104. Milton J. Bates, Lawrence Lichty e altri (a cura di), Reporting Vietnam: American Journalism 1959-1969 (1998)
105. Milton J. Bates, Lawrence Lichty e altri (a cura di), Reporting Vietnam: American Journalism 1969-1975 (1998)
106. Henry James, Complete Stories 1874-1884 (a cura di William Vance, 1999)
107. Henry James, Complete Stories 1884-1891 (a cura di Edward Said, 1999)
108. Michael Warner (a cura di), American Sermons: The Pilgrims to Martin Luther King Jr. (1999)
109. James Madison, Writings (a cura di Jack N. Rakove, 1999)
110. Dashiell Hammett, Complete Novels (a cura di Steven Marcus, 1999)
111. Henry James, Complete Stories 1864-1874 (a cura di Jean Strouse, 1999)
112. William Faulkner, Novels 1957-1962: The Town / The Mansion / The Reivers: A Reminiscence (a cura di Noel Polk, note di Joseph Blotner, 1999)
113. John James Audubon, Writings / Drawings (a cura di Christoph Irmscher, 1999)
114. William L. Andrews e Henry Louis Gates jr. (a cura di), Slave Narratives (2000)
115. Robert Hass, John Hollander e altri (a cura di) American Poetry: The Twentieth Century, vol. I (2000)
116. Robert Hass, John Hollander e altri (a cura di), American Poetry: The Twentieth Century, vol. II (2000)
117. F. Scott Fitzgerald, Novels and Stories 1920-1922 (a cura di Jackson R. Bryer, 2000)
118. Henry Wadsworth Longfellow, Poems and Other Writings (a cura di J.D. McClatchy, 2000)
119. Tennessee Williams, Plays 1937-1955 (a cura di Mel Gussow & Kenneth Holditch, 2000)
120. Tennessee Williams, Plays 1957-1980 (a cura di Mel Gussow & Kenneth Holditch, 2000)
121. Edith Wharton, Collected Stories 1891-1910 (a cura di Maureen Howard, 2001)
122. Edith Wharton, Collected Stories 1911-1937 (a cura di Maureen Howard, 2001)
123. John Rhodehamel (a cura di), The American Revolution: Writings from the War of Independence (2001)
124. Henry David Thoreau, Collected Essays and Poems (a cura di Elizabeth Hall Witherell, 2001)
125. Dashiell Hammett, Crime Stories and Other Writings (a cura di Steven Marcus, 2001)
126. Dawn Powell, Novels 1930-1942: Dance Night / Come Back to Sorrento / Turn, Magic Wheel / Angels on Toast / A Time to Be Born (a cura di Tim Page, 2001)
127. Dawn Powell, Novels 1944-1962: My Home Is Far Away / The Locusts Have No King / The Wicked Pavilion / The Golden Spur (a cura di Tim Page, 2001)
128. Carson McCullers, Complete Novels: The Heart Is a Lonely Hunter / Reflections in a Golden Eye / The Ballad of the Sad Café / The Member of the Wedding / Clock Without Hands (a cura di Carlos Dews, 2001)
129. Alexander Hamilton, Writings (a cura di Joanne B. Freeman, 2001)
130. Mark Twain, The Gilded Age / Later Novels (a cura di Hamlin L. Hill, 2002)
131. Charles W. Chesnutt, Stories, Novels, and Essays (a cura di Werner Sollors, 2002)
132. John Steinbeck, Novels 1942-1952 (a cura di Robert DeMott, 2002)
133. Sinclair Lewis, Arrowsmith / Elmer Gantry / Dodsworth (a cura di Richard Lingeman, 2002)
134. Paul Bowles, The Sheltering Sky / Let It Come Down / The Spider's House (a cura di Daniel Halpern, 2002)
135. Paul Bowles, Complete Stories / Later Writings (a cura di Daniel Halpern, 2002)
136. Kate Chopin, Complete Novels and Stories (a cura di Sandra M. Gilbert, 2002)
137. Clayborne Carson, David J. Garrow, Bill Kovach e Carol Polsgrove (a cura di), Reporting Civil Rights: American Journalism 1941-1963 (2003)
138. Clayborne Carson, David J. Garrow, Bill Kovach e Carol Polsgrove (a cura di), Reporting Civil Rights: American Journalism 1963-1973 (2003)
139. Henry James, Novels 1896-1899: The Other House / The Spoils of Poynton / What Maisie Knew / The Awkward Age (a cura di Myra Jehlen, 2003)
140. Theodore Dreiser, An American Tragedy (a cura di Thomas P. Riggio, 2003)
141. Saul Bellow, Novels 1944-1953: Dangling Man / The Victim / The Adventures of Augie March (a cura di James Wood, 2003)
142. John Dos Passos, Novels 1920-1925 (a cura di Townsend Ludington, 2003)
143. John Dos Passos, Travel Books and Other Writings (a cura di Townsend Ludington, 2003)
144. Ezra Pound, Poems and Translations (a cura di Richard Sieburth, 2003)
145. James Weldon Johnson, Writings (a cura di William L. Andrews, 2004)
146. Washington Irving, Three Western Narratives: A Tour on the Prairies / Astoria / The Adventures of Captain Bonneville (a cura di James P. Ronda, 2004)
147. Alexis de Tocqueville, Democracy in America (a cura di Olivier Zunz, 2004)
148. James T. Farrell, Studs Lonigan: A Trilogy (a cura di Pete Hamill, 2004)
149. Isaac Bashevis Singer, Stories, vol. I (a cura di Ilan Stavans, 2004)
150. Isaac Bashevis Singer, Stories, vol. II (a cura di Ilan Stavans, 2004)
151. Isaac Bashevis Singer, Stories, vol. III (a cura di Ilan Stavans, 2004)
152. George S. Kaufman & Co., Broadway Comedies (a cura di Laurence Maslon, 2004)
153. Theodore Roosevelt, The Rough Riders and an Autobiography (a cura di Louis Auchincloss, 2004)
154. Theodore Roosevelt, Letters and Speeches (a cura di Louis Auchincloss, 2004)
155. H. P. Lovecraft, Tales (a cura di Peter Straub, 2005)
156. Louisa May Alcott, Little Women, Little Men, Jo's Boys (a cura di Elaine Showalter, 2005)
157. Philip Roth, Novels and Stories 1959-1962: Goodbye, Columbus / Five Short Stories / Letting Go (a cura di Ross Miller, 2005)
158. Philip Roth, Novels 1967-1972: When She Was Good / Portnoy's Complaint / Our Gang / The Breast (a cura di Ross Miller, 2005)
159. James Agee, Let Us Now Praise Famous Men / A Death in the Family / Shorter Fiction (a cura di Michael Sragow, 2005)
160. James Agee, Film Writing and Selected Journalism (a cura di Michael Sragow, 2005)
161. Richard Henry Dana Jr., Two Years Before the Mast and Other Voyages (a cura di Thomas Philbrick, 2005)
162. Henry James, Novels 1901-1902: The Sacred Fount / The Wings of the Dove (a cura di Leo Bersani, 2006)
163. Arthur Miller, Collected Plays 1944-1961 (a cura di Tony Kushner, 2006)
164. William Faulkner, Novels 1926-1929: Soldiers' Pay / Mosquitoes / Flags in the Dust / The Sound and the Fury (a cura di Joseph Blotner e Noel Polk, 2006)
165. Philip Roth, Novels 1973-1977: The Great American Novel / My Life as a Man / The Professor of Desire (a cura di Ross Miller, 2006)
166. Ted Widmer (a cura di), American Speeches: Revolution to Civil War (2006)
167. Ted Widmer (a cura di), American Speeches: Lincoln to Clinton (2006)
168. Hart Crane, Complete Poems and Selected Letters (a cura di Langdon Hammer, 2006)
169. Saul Bellow, Novels 1956-1964: Seize the Day / Henderson the Rain King / Herzog (a cura di James Wood, 2007)
170. John Steinbeck, Travels with Charley and Later Novels, 1947-1962 (a cura di Robert DeMott e Brian Railsback, 2007)
171. Captain John Smith, Writings, with Other Narratives of Roanoke, Jamestown, and the English Settlement of America (a cura di James Horn, 2007)
172. Thornton Wilder, Collected Plays and Writings on Theater (a cura di J. D. McClatchy, 2007)
173. Philip K. Dick, Four Novels of the 1960s: The Man in the High Castle / The Three Stigmata of Palmer Eldritch / Do Androids Dream of Electric Sheep? / Ubik (a cura di Jonathan Lethem, 2007)
174. Jack Kerouac, Road Novels: 1957-1960 (a cura di Douglas Brinkley, 2007)
175. Philip Roth, Zuckerman Bound: A Trilogy and Epilogue; Novels 1979-1985: The Ghost Writer / Zuckerman Unbound / The Anatomy Lesson / The Prague Orgy (a cura di Ross Miller, 2007)
176. Edmund Wilson, Literary Essays and Reviews of the 1920s & 30s: The Shores of Light / Axel's Castle / Uncollected Reviews (a cura di Lewis M. Dabney, 2007)
177. Edmund Wilson, Literary Essays and Reviews of the 1930s & 40s: The Triple Thinkers, The Wound and the Bow, Classics and Commercials, Uncollected Reviews (a cura di Lewis M. Dabney, 2007)
178. David S. Shields (a cura di), American Poetry: The Seventeenth and Eighteenth Centuries (2007)
179. William Maxwell, Early Novels and Stories: Bright Center of Heaven / They Came Like Swallows / The Folded Leaf / Time Will Darken It / Stories 1938–1956 (a cura di Christopher Carduff, 2008)
180. Elizabeth Bishop, Poems, Prose and Letters (a cura di Robert Giroux e Lloyd Schwartz, 2008)
181. A. J. Liebling, World War II Writings: The Road Back to Paris / Mollie and Other War Pieces / Uncollected War Journalism / Normandy Revisited (a cura di Pete Hamill, 2008)
182. Bill McKibben (a cura di), American Earth: Environmental Writing Since Thoreau (postfazione di Al Gore, 2008)
183. Philip K. Dick, Five Novels of the 1960s and 70s: Martian Time-Slip / Dr. Bloodmoney / Now Wait for Last Year / Flow My Tears, the Policeman Said / A Scanner Darkly, (a cura di Jonathan Lethem, 2008)
184. William Maxwell, Later Novels and Stories: The Château / So Long, See You Tomorrow / Stories and Improvisations 1957–1999 (a cura di Christopher Carduff, 2008)
185. Philip Roth, Novels and Other Narratives 1986–1991: The Counterlife / The Facts / Deception / Patrimony (a cura di Ross Miller, 2008)
186. Katherine Anne Porter, Collected Stories and Other Writings (a cura di Darlene Harbour Unrue, 2008)
187. John Ashbery, Collected Poems 1956-1987 (a cura di Mark Ford, 2008)
188. John Cheever, Collected Stories and Other Writings (a cura di Blake Bailey, 2009)
189. John Cheever, Complete Novels (a cura di Blake Bailey, 2009)
190. Lafcadio Hearn, American Writings: Some Chinese Ghosts / Chita / Two Years in the French West Indies / Youma / Selected Journalism and Letters (a cura di Christopher Benfey, 2009)
191. A. J. Liebling, The Sweet Science and Other Writings (a cura di Pete Hamill, 2009)
192. The Lincoln Anthology: Great Writers on His Life and Legacy from 1860 to Now (a cura di Harold Holzer, 2009)
193. Philip K. Dick, VALIS and Later Novels (a cura di Jonathan Lethem, 2009)
194. Thornton Wilder, The Bridge of San Luis Rey and Other Novels (a cura di J.D. McClatchy, 2009)
195. Raymond Carver, Collected Stories (a cura di William L. Stull e Maureen P. Carroll, 2009)
196. Peter Straub (a cura di), American Fantastic Tales: Terror and the Uncanny from Poe to the Pulps (2009)
197. Peter Straub (a cura di), American Fantastic Tales: 1940s to Now (2009)
198. John Marshall, Writings (a cura di Charles F. Hobson, 2010)
199. The Mark Twain Anthology: Great Writers on His Life and Works (a cura di Shelley Fisher Fishkin, 2010)
200. Mark Twain, A Tramp Abroad / Following the Equator / Other Travels (a cura di Roy Blount jr., 2010)
201. Ralph Waldo Emerson, Selected Journals 1820-1842 (a cura di Lawrence Rosenwald, 2010)
202. Ralph Waldo Emerson, Selected Journals 1841-1877 (a cura di Lawrence Rosenwald, 2010)
203. Laurence Senelick (a cura di), The American Stage: Writing on Theater from Washington Irving to Tony Kushner (2010)
204. Shirley Jackson, Novels and Stories (a cura di Joyce Carol Oates, 2010)
205. Philip Roth, Novels 1993–1995: Operation Shylock / Sabbath's Theater (a cura di Ross Miller, 2010)
206. Henry Louis Mencken, Prejudices: First, Second, and Third Series (a cura di Marion Elizabeth Rodgers, 2010)
207. Henry Louis Mencken, Prejudices: Fourth, Fifth, and Sixth Series  (a cura di Marion Elizabeth Rodgers, 2010)
208. John Kenneth Galbraith, The Affluent Society and Other Writings 1952–1967 (2010)
209. Saul Bellow, Novels 1970-1982: Mr. Sammler's Planet / Humboldt's Gift / The Dean's December (a cura di James Wood, 2010)
210. Lynd Ward, Gods' Man / Madman's Drum / Wild Pilgrimage (a cura di Art Spiegelman, 2010)
211. Lynd Ward, Prelude to a Million Years / Song Without Words / Vertigo (a cura di Art Spiegelman, 2010)
212. The Civil War: The First Year Told by Those Who Lived It (a cura di Brooks D. Simpson, Stephen W. Sears e Aaron Sheehan-Dean, 2011)
213. John Adams, Revolutionary Writings 1755-1775 (a cura di Gordon S. Wood, 2011)
214. John Adams, Revolutionary Writings 1775-1783 (a cura di Gordon S. Wood, 2011)
215. Henry James, Novels 1903-1911 (a cura di Ross Posnock, 2011)
216. Kurt Vonnegut, Novels and Stories 1963-1973: Cat’s Cradle / God Bless You, Mr. Rosewater / Slaughterhouse-Five / Breakfast of Champions / Stories (a cura di Sidney Offit, 2011)
217. Rafia Zafar (a cura di), Harlem Renaissance Novels: Five Novels of the 1920s (2011)
218. Rafia Zafar (a cura di), Harlem Renaissance Novels: Five Novels of the 1930s (2011)
219. Ambrose Bierce, The Devil's Dictionary, Tales, and Memoirs (a cura di S. T. Joshi, 2011)
220. Philip Roth, The American Trilogy, 1997-2000: American Pastoral / I Married a Communist / The Human Stain (a cura di Ross Miller, 2011)
221. Stephen W. Sears (a cura di), The Civil War: The Second Year Told by Those Who Lived It (2012)
222. Barbara Tuchman, The Guns of August / The Proud Tower (a cura di Margaret MacMillan, 2012)
223. Arthur Miller, Collected Plays 1964-1982 (a cura di Tony Kushner, 2012)
224. Thornton Wilder, The Eighth Day / Theophilus North / Autobiographical Writings (a cura di J. D. McClatchy, 2012)
225. David Goodis, Five Noir Novels of the 1940s and 50s: Dark Passage / Nightfall / The Burglar / The Moon in the Gutter / Street of No Return (a cura di Robert Polito, 2012)
226. Kurt Vonnegut, Novels and Stories 1950-1962: Player Piano / The Sirens of Titan / Mother Night / Stories (a cura di Sidney Offit, 2012)
227. American Science Fiction: Nine Classic Novels of the 1950s, volume 1: 1953–1956 (Frederik Pohl e C. M. Kornbluth, The Space Merchants / Theodore Sturgeon, More Than Human / Leigh Brackett, The Long Tomorrow / Richard Matheson, The Shrinking Man, a cura di Gary K. Wolfe, 2012)
228. American Science Fiction: Nine Classic Novels of the 1950s, volume 2: 1956–1958 (Robert A. Heinlein, Double Star / Alfred Bester, The Stars My Destination / James Blish, A Case of Conscience / Algis Budrys, Who? / Fritz Leiber, The Big Time, a cura di Gary K. Wolfe, 2012)
229. Laura Ingalls Wilder, The Little House Books, vol. 1 (a cura di Caroline Fraser, 2012)
230. Laura Ingalls Wilder, The Little House Books, vol. 2 (a cura di Caroline Fraser, 2012)
231. Jack Kerouac, Collected Poems (a cura di Marilène Phipps-Kettlewell, 2012)
232. Donald R. Hickey (a cura di), The War of 1812: Writings from America's Second War of Independence (2013)
233. James G. Basker (a cura di), American Antislavery Writings. Colonial Beginnings to Emancipation (2012)
234. Brooks D. Simpson (a cura di), The Civil War: The Third Year Told by Those Who Lived It (2013)
235. Sherwood Anderson, Collected Stories (a cura di Charles Baxter, 2012)
236. Philip Roth, Novels 2001-2007: The Dying Animal / The Plot Against America / Exit Ghost (a cura di Ross Miller, 2013)
237. Philip Roth, Nemeses: Everyman / Indignation / The Humbling / Nemesis (a cura di Ross Miller, 2013)
238. Aldo Leopold, A Sand County Almanac and Other Writings on Conservation and Ecology (a cura di Curt Meine, 2013)
239. May Swenson, Collected Poems (a cura di Langdon Hammer, 2013)
240. W.S. Merwin, Collected Poems 1953-1993 (a cura di J. D. McClatchy, 2013)
241. W.S. Merwin, Collected Poems 1996-2011 (a cura di J. D. McClatchy, 2013)
242. John Updike, Collected Early Stories (a cura di Christopher Carduff, 2013)
243. John Updike, Collected Later Stories (a cura di Christopher Carduff, 2013)
244. Ring Lardner, Stories & Other Writings (a cura di Ian Frazier, 2013)
245. Jonathan Edwards, Writings from the Great Awakening (a cura di Philip F. Gura, 2013)
246. Susan Sontag, Essays of the 1960s & 70s (a cura di David Rieff, 2013)
247. William Wells Brown, Clotel & Other Writings (a cura di Ezra Greenspan, 2014)
248. Bernard Malamud, Novels and Stories of the 1940s and 50s (a cura di Philip Davis, 2014)
249. Bernard Malamud, Novels and Stories of the 1960s (a cura di Philip Davis, 2014)
250. Aaron Sheehan-Dean (a cura di), The Civil War: The Final Year Told by Those Who Lived It (2014)
251. Shakespeare in America: An Anthology from the Revolution to Now (a cura di James Shapiro, 2014)
252. Kurt Vonnegut, Novels 1976-1985: Slapstick / Jailbird / Deadeye Dick / Galápagos (a cura di Sidney Offit, 2014)
253. American Musicals: 1927-1949 (Show Boat / As Thousands Cheer / Pal Joey / Oklahoma! / On the Town / Finian's Rainbow / Kiss Me, Kate / South Pacific, a cura di Laurence Maslon, 2014)
254. American Musicals: 1950-1969 (Guys and Dolls / The Pajama Game / My Fair Lady / Gypsy / A Funny Thing Happened on the Way to the Forum / Fiddler on the Roof / Cabaret / 1776, a cura di Laurence Maslon, 2014)
255. Elmore Leonard, Four Novels of the 1970s (a cura di Gregg Sutter, 2014)
256. Louisa May Alcott, Work, Eight Cousins, Rose in Bloom, Stories & Other Writings (a cura di Susan Cheever, 2014)
257. H. L. Mencken, The Days Trilogy, Expanded (a cura di Marion Elizabeth Rodgers, 2014)
258. Virgil Thomson, Music Chronicles 1940-1954 (a cura di Tim Page, 2014)
259. Art in America 1945–1970: Writings from the Age of Abstract Expressionism, Pop Art, and Minimalism (a cura di Jed Perl, 2014)
260. Saul Bellow, Novels 1984-2000: What Kind of Day Did You Have? / More Die of Heartbreak / A Theft / The Bellarosa Connection / The Actual / Ravelstein (a cura di James Wood, 2015)
261. Arthur Miller, Collected Plays 1987-2004 (a cura di Tony Kushner, 2015)
262. Jack Kerouac, Visions of Cody / Visions of Gerard / Big Sur (a cura di Todd Tietchen, 2015)
263. Reinhold Niebuhr, Major Works on Religion and Politics (a cura di Elisabeth Sifton, 2015)
264. Ross Macdonald, Four Crime Novels of the 1950s (The Way Some People Die / The Barbarous Coast / The Doomsters / The Galton Case / Other Writings, a cura di Tom Nolan, 2015)
265. Gordon S. Wood (a cura di), The American Revolution: Writings from the Pamphlet Debate 1764-1772 (2015)
266. Gordon S. Wood (a cura di), The American Revolution: Writings from the Pamphlet Debate 1773-1776 (2015)
267. Elmore Leonard, Four Novels of the 1980s: City Primeval / LaBrava / Glitz / Freaky Deaky (a cura di Gregg Sutter, 2015)
268. Women Crime Writers: Four Suspense Novels of the 1940s (Vera Caspary, Laura / Helen Eustis, The Horizontal Man / Dorothy B. Hughes, In a Lonely Place / Elisabeth Sanxay Holding, The Blank Wall, a cura di Sarah Weinman, 2015)
269. Women Crime Writers: Four Suspense Novels of the 1950s (Charlotte Armstrong, Mischief / Patricia Highsmith, The Blunderer / Margaret Millar, Beast in View / Dolores Hitchens, Fools' Gold, a cura di Sarah Weinman, 2015)
270. Frederick Law Olmsted, Writings on Landscape, Culture, and Society (a cura di Charles Beverage, 2015)
271. Edith Wharton, Four Novels of the 1920s: The Glimpses of the Moon / A Son at the Front / Twilight Sleep / The Children (a cura di Hermione Lee, 2015)
272. James Baldwin, Later Novels (a cura di Darryl Pinckney, 2015)
273. Kurt Vonnegut, Novels 1987-1997 (a cura di Sidney Offit, 2016)
274. Henry James, Autobiographies (a cura di Philip Horne, 2016)
275. Abigail Adams, Letters (a cura di Edith Gelles, 2016)
276. John Adams, Writings from the New Nation 1784-1826 (a cura di Gordon S. Wood, 2016)
277. Virgil Thomson, The State of Music & Other Writings (a cura di Tim Page, 2016)
278. Lawrence Rosenwald (a cura di), War No More: Three Centuries of American Antiwar & Peace Writing (2016)
279. Ross Macdonald, Three Novels of the Early 1960s (a cura di Tom Nolan, 2016)
280. Elmore Leonard, Four Later Novels (a cura di Gregg Sutter, 2016)
281. Ursula K. Le Guin, The Complete Orsinia (a cura di Brian Attebery, 2016)
282. John Henry O'Hara, Stories (a cura di Charles McGrath, 2016)
283. Jack Kerouac, The Unknown Kerouac: Rare, Unpublished & Newly Translated Writings (a cura di Todd Tietchen, 2016)
284. Albert Murray, Collected Essays & Memoirs (a cura di Paul Devlin e Henry Louis Gates Jr., 2016)
285. Loren Eiseley, Collected Essays on Evolution, Nature, and the Cosmos: Volume 1 (a cura di William Cronon, 2016)
286. Loren Eiseley, Collected Essays on Evolution, Nature, and the Cosmos: Volume 2 (a cura di William Cronon, 2016)
287. Carson McCullers, Stories, Plays & Other Writings (a cura di Carlos Dews, 2017)
288. Jane Bowles, Collected Writings (a cura di Millicent Dillon, 2017)
289. A. Scott Berg (a cura di), World War I and America: Told by the Americans Who Lived It (2017)
290. Mary McCarthy, Novels and Stories 1942-63 (a cura di Thomas Mallon, 2017)
291. Mary McCarthy, Novels 1963-79 (a cura di Thomas Mallon, 2017)
292. Susan Sontag, Later Essays (a cura di David Rieff, 2017)
293. John Quincy Adams, Diaries 1779-1821 (a cura di David Waldstreicher, 2017)
294. John Quincy Adams, Diaries 1824-1848 (a cura di David Waldstreicher, 2017)
295. Ross Macdonald, Four Later Novels (a cura di Tom Nolan, 2017)
296. Ursula K. Le Guin, Hainish Novels & Stories: Volume 1 (a cura di Brian Attebery, 2017)
297. Ursula K. Le Guin, Hainish Novels & Stories: Volume 2 (a cura di Brian Attebery, 2017)
298. Peter Taylor, Complete Stories 1938-1959 (a cura di Ann Beattie, 2017)
299. Peter Taylor, Complete Stories 1960-1992 (a cura di Ann Beattie, 2017)
300. Philip Roth, Why Write? Collected Nonfiction 1960-2013 (a cura dell'autore, 2017)
301. John Ashbery, Complete Poems 1991-2000 (a cura di Mark Ford, 2017)
302. Wendell Berry, Port William Novels & Stories (The Civil War to World War II) (a cura di Jack Shoemaker, 2018)
303. Brooks D. Simpson (a cura di), Reconstruction: Voices from America's First Great Struggle for Racial Equality (2018)
304. Albert Murray, Collected Novels & Poems (a cura di Paul Devlin e Henry Louis Gates Jr., 2018)
305. Norman Mailer, Four Books of the 1960s (An American Dream / Why Are We in Vietnam? / The Armies of the Night / Miami and the Siege of Chicago, a cura di J. Michael Lennon, 2018)
306. Norman Mailer, Collected Essays of the 1960s (a cura di J. Michael Lennon, 2018)
307. Rachel Carson, Silent Spring & Other Writings on the Environment (a cura di Sandra Steingraber, 2018)
308. Elmore Leonard, Westerns (a cura di Terrence Rafferty, 2018)
309. Madeleine L'Engle, The Wrinkle in Time Quartet (a cura di Leonard S. Marcus, 2018)
310. Madeleine L'Engle, The Polly O'Keefe Quartet (a cura di Leonard S. Marcus, 2018)
311. John Updike, Novels 1959-1965 (The Poorhouse Fair / Rabbit, Run / The Centaur / Of the Farm, a cura di Christopher Carduff, 2018)
312. James Fenimore Cooper, Two Novels of the American Revolution (The Spy: A Tale of The Neutral Ground / Lionel Lincoln; or, The Leaguer of Boston, a cura di Alan Taylor, 2018)
313. John O'Hara, Four Novels of the 1930s (Appointment in Samarra / Butterfield 8 / Hope of Heaven / Pal Joey, a cura di Steven Goldleaf, 2019)
314. Ann Petry, The Street / The Narrows (a cura di Farah Jasmine Griffin, 2019)
315. Ursula K. Le Guin, Always Coming Home (author's expanded ed., a cura di Brian Attebery, 2019)
316. Wendell Berry, What I Stand On: The Collected Essays 1969-1990 (a cura di Jack Shoemaker, 2019)
317. Wendell Berry, What I Stand On: The Collected Essays 1993-2017 (a cura di Jack Shoemaker, 2019)
318. Cornelius Ryan, The Longest Day / A Bridge Too Far (a cura di Rick Atkinson, 2019)
319. Booth Tarkington, Novels & Stories: The Magnificent Ambersons / Alice Adams / In the Arena (a cura di Thomas Mallon, 2019
320. Herman Melville, Complete Poems (a cura di Hershel Parker, 2019)
321. American Science Fiction: Eight Classic Novels of the 1960s, vol. 1: Four Classic Novels 1960-1966 (Poul Anderson, The High Crusade / Clifford D. Simak, Way Station / Daniel Keyes, Flowers for Algernon / Roger Zelazny, ... And Call Me Conrad, a cura di Gary K. Wolfe, 2019)
322. American Science Fiction: Eight Classic Novels of the 1960s, vol. 2: Four Classic Novels 1968-1969 (R. A. Lafferty, Past Master / Joanna Russ, Picnic on Paradise / Samuel R. Delany, Nova / Jack Vance, Emphyrio, a cura di Gary K. Wolfe, 2019)
323. Frances Hodgson Burnett, The Secret Garden / A Little Princess / Little Lord Fauntleroy (a cura di Gretchen Holbrook Gerzina, 2019)
324. Jean Stafford, Complete Novels (Boston Adventure / The Mountain Lion / The Catherine Wheel, a cura di Kathryn Davis, 2019)
325. Joan Didion, The 1960s & 70s (a cura di David Ulin, 2019)
326. John Updike, Novels 1968-1975 (a cura di Christopher Carduff, 2020)
327. Constance Fenimore Woolson, Collected Stories (a cura di Anne Boyd Rioux, 2020)
328. Robert Stone, Dog Soldiers, A Flag for Sunrise, Outerbridge Reach (a cura di Madison Smartt Bell, 2020)
329. Jonathan Schell, The Fate of the Earth, The Abolition, The Unconquerable World (a cura di Martin J. Sherwin, 2020)
330. Richard Hofstadter, Anti-Intellectualism in American Life, The Paranoid Style in American Politics, Uncollected Essays 1956–1965 (a cura di Sean Wilentz, 2020)
331. The Western: Four Classic Novels of the 1940s & 50s (a cura di Ron Hansen, 2020)
332. American Women's Suffrage: Voices from the 200-Year Struggle for the Vote (a cura di Susan Ware, 2020)
333. African American Poetry: 250 Years of Struggle and Song (a cura di Kevin Young, 2020)
334. Ernest Hemingway, The Sun Also Rises & Other Writings 1918–1926 (a cura di Robert W. Trogdon, 2020)
335. Ursula K. Le Guin, Annals of the Western Shore (a cura di Brian Attebery, 2020)
336. Shirley Jackson, Four Novels of the 1940s & 50s (a cura di Ruth Franklin, 2020)
337. Plymouth Colony: Narratives of English-Indian Encounter from the Mayflower to King Philip's War (a cura di Lisa Brooks e Kelly Wisecup, 2020)
338. Octavia E. Butler, Kindred, Fledgling, Collected Stories (a cura di Gerry Canavan e Nisi Shawl, 2021)
339. John Updike, Novels 1978-1984 (a cura di Christopher Carduff, 2021)
340. Edward O. Wilson, Biophilia, The Diversity of Life, Naturalist (a cura di David Quammen, 2021)
341. Joan Didion, The 1980s and 90s (a cura di David L. Ulin, 2021)
342. Jean Stafford, Complete Stories and Other Writings (a cura di Kathryn Davis, 2021)
343. Donald Barthelme, Collected Stories (a cura di Charles McGrath, 2021)
344. Elizabeth Spencer, Novels & Stories: The Voice at the Back Door / The Light in the Piazza / Knights and Dragons / Stories (a cura di Michael Gorra, 2021)
345. O. Henry, 101 Stories (a cura di Ben Yagoda, 2021)
346. S. J. Perelman, Writings (a cura di Adam Gopnik, 2021)
347. Ray Bradbury, Novels & Story Cycles: The Martian Chronicles / Fahrenheit 451 / Dandelion Wine / Something Wicked This Way Comes (a cura di Jonathan R. Eller, 2021)
348. Virginia Hamilton, Five Novels: Zeely / The House of Dies Drear / The Planet of Junior Brown / M.C. Higgins, the Great / Sweet Whispers, Brother Rush (a cura di Julie K. Rubini, 2021)
349. John Edward Williams, Collected Novels (a cura di Daniel Mendelsohn, 2021)
350. W.E.B. Du Bois, Black Reconstruction (a cura di Eric Foner e Henry Louis Gates Jr., 2021)
351. Elizabeth Samet (a cura di), World War II Memoirs: The Pacific Theater (2021)
352. Rachel Carson, The Sea Trilogy: Under the Sea-Wind / The Sea Around Us / The Edge of the Sea (a cura di Sandra Steingraber, 2021)
353. F. Scott Fitzgerald, The Great Gatsby, All the Sad Young Men and Other Writings 1920-1926 (a cura di James L. W. West III, 2022)
354. John Updike, Novels 1986-1990 (a cura di Christopher Carduff, 2022)
355. Maxine Hong Kingston, The Woman Warrior, China Men, Tripmaster Monkey, and Other Writings (a cura di Viet Thanh Nguyen, 2022)
356. Charlotte Perkins Gilman, Novels, Stories and Poems (a cura di Alfred Bendixen, 2022)
357. Gary Snyder, Collected Poems (a cura di Jack Shoemaker e Anthony Hunt, 2022)
358. Frederick Douglass, Speeches and Writings (a cura di David W. Blight, 2022)
359. Bruce Catton, The Army of the Potomac Trilogy (a cura di Gary W. Gallagher, 2022)
360. Ray Bradbury, The illustrated Man, The October Country, Other Stories (a cura di Jonathan R. Eller, 2022)
361. Rudolfo Anaya, Bless Me, Ultima / Tortuga / Alburquerque (a cura di Luis Alberto Urrea, 2022)
362. Oscar Hijuelos, The Mambo Kings and Other Novels (a cura di Lori Marie Carlson-Hijuelos e Laura P. Alonso-Gall, 2022)
363. Don DeLillo, Three Novels of the 1980s: The Names / White Noise / Libra (a cura di Mark Osteen, 2022)
364. Norman Mailer, The Naked and the Dead and Selected Letters 1945-1946 (a cura di J. Michael Lennon, 2023)
365. John Updike, Novels 1996-2000 (a cura di Christopher Carduff, 2023)
366. James G. Basker e Nicole Seary (a cura di), Black Writers of the Founding Era (2023)
367. Bernard Malamud, Novels and Stories of the 1970s and 80s (a cura di Philip Davis, 2023)
368. Ursula K. Le Guin, Collected Poems (a cura di Harold Bloom, 2023)
369. Charles Portis, Collected Works (a cura di Jay Jennings, 2023)
370. Geoffrey O'Brien (a cura di), Crime Novels: Five Classic Thrillers 1961-1964 (2023)
371. Geoffrey O'Brien (a cura di), Crime Novels: Four Classic Thrillers 1964-1969 (2023)
372. Adrienne Kennedy, Collected Plays and Other Writings (a cura di Mark Robinson, 2023)
373. Joanna Russ, Novels and Stories (a cura di Nicole Rudick, 2023)
374. Don DeLillo, Mao II / Underworld (a cura di Mark Osteen, 2023)
375. William Faulkner, Stories (a cura di Theresa M. Towner, 2023)
376. Tyina L. Steptoe (a cura di), Jim Crow: Voices from a Century of Struggle: Part One, Reconstruction to the Red Summer (2024)
377. Jimmy Breslin, Essential Writings (a cura di Dan Barry, 2024)
378. Helen Keller, Autobiographies and Other Writings (a cura di Kim E. Nielsen, 2024)
379. Ursula K. Le Guin, Five Novels (a cura di Brian Attebery, 2024)
380. Walker Percy, The Moviegoer and Other Novels 1961-1971 (a cura di Paul Elie, 2024)
381. Wendell Berry, Port William Novels and Stories: The Postwar Years (a cura di Jack Shoemaker, 2024)
382. Rigoberto González (a cura di), Latino Poetry (2024)
383. Ernest J. Gaines, Four Novels (a cura di John Wharton Lowe, 2024)
384. Ernest Hemingway, A Farewell to Arms and Other Writings 1927-1932 (a cura di Robert W. Trogdon, 2024)
385. Elizabeth D. Samet (a cura di), World War II Memoirs: The European Theater (2024)
386. Joan Didion, Memoirs and Later Writings (a cura di David L. Ulin, 2024)
387. Tyina L. Steptoe (a cura di), Jim Crow: Voices from a Century of Struggle: Part Two, Tulsa to the Boston Busing Crisis (2025)
388. Margaret Fuller, Collected Writings (a cura di Brigitte Bailey, Noelle Baker e Megan Marshall, 2025)
389. Hannah Arendt, The Origins of Totalitarianism (a cura di Jerome Kohn e Thomas Wild, 2025)
390. John Quincy Adams, Speeches and Writings (a cura di David Waldstreicher, 2025)
391. Gary Snyder, Essential Prose (a cura di Jack Shoemaker, 2025)

### Antologie speciali
- Writing New York: A Literary Anthology (a cura di Philip Lopate, 1998)
- American Sea Writing: A Literary Anthology (a cura di Peter Neill, 2000)
- Baseball: A Literary Anthology (a cura di Nicholas Dawidoff, 2002)
- Writing Los Angeles: A Literary Anthology (a cura di David L. Ulin, 2002)
- Americans in Paris: A Literary Anthology (a cura di Adam Gopnik, 2004)
- American Writers at Home (a cura di J.D. McClatchy, con fotografie di Erica Lennar, 2004)
- American Movie Critics: An Anthology From the Silents Until Now  (a cura di Phillip Lopate, 2006)
- American Religious Poems (a cura di Harold Bloom e Jesse Zuba, 2006)
- American Food Writing: An Anthology with Classic Recipes (a cura di Molly O'Neill, 2007)
- True Crime: An American Anthology (a cura di Harold Schechter, 2008)
- Becoming Americans: Four Centuries of Immigrant Writing (a cura di Ilan Stavans, 2009)
- At the Fights: American Writers on Boxing (a cura di George Kimball e John Schulian, 2011)
- Into the Blue: American Writers on Aviation and Spaceflight (a cura di Joseph J. Corn, 2011)
- The 50 Funniest American Writers: An Anthology of Humor from Mark Twain to The Onion (a cura di Andy Borowitz, 2011)
- The Cool School: Writing from America's Hip Underground (a cura di Glenn O'Brien, 2013)
- Football: Great Writing about the National Sport (a cura di John Schulian, 2014)
- Shake It Up: Great American Writing on Rock and Pop from Elvis to Jay Z (a cura di Kevin Dettmar e Jonathan Lethem, 2017)
- Dance in America: A Reader's Anthology(a cura di Mindy Aloff, 2018)
- The Great American Sports Page: A Century of Classic Columns (a cura di John Schulian, 2019)
- American Birds (a cura di Andrew Rubenfeld e Terry Tempest Williams, 2020)
- American Christmas Stories (a cura di Connie Willis, 2021)
- Women's Liberation! Feminist Writings that Inspired a Revolution and Still Can (a cura di Alix Kates Shulman e Honor Moore, 2021)
- The Future Is Female! More Classic Science Fiction Stories by Women (a cura di Lisa Yaszek, 2022)

### Serie di poesia
- James Agee: Selected Poems (a cura di Andrew Hudgins, 2008)
- American Sonnets: An Anthology (a cura di David Bromwich, 2007)
- American Wits: An Anthology of Light Verse (a cura di John Hollander, 2003)
- A. R. Ammons: Selected Poems (a cura di David Lehman, 2006)
- John Berryman: Selected Poems (a cura di Kevin Young, 2004)
- The Essential Gwendolyn Brooks (a cura di Elizabeth Alexander, 2005)
- Countee Cullen: Collected Poems (a cura di Major Jackson, 2013)
- Stephen Crane: Complete Poems (a cura di Christopher Benfey, 2011)
- Kenneth Fearing: Selected Poems (a cura di Robert Polito, 2004)
- Stephen Foster & Co.: Lyrics of America's First Great Popular Songs (a cura di Ken Emerson, 2010)
- Ira Gershwin: Selected Lyrics (a cura di Robert Kimball, 2009)
- Kenneth Koch: Selected Poems (a cura di Ron Padgett, 2007)
- Emma Lazarus: Selected Poems (a cura di John Hollander, 2005)
- Amy Lowell: Selected Poems (a cura di Honor Moore, 2004)
- Samuel Menashe: New and Selected Poems (a cura di Christopher Ricks, 2005)
- Edna St. Vincent Millay: Selected Poems (a cura di J.D. McClatchy, 2003)
- Edgar Allan Poe: Poems and Poetics (a cura di Richard Wilbur, 2003)
- Poems from the Women's Movement (a cura di Honor Moore, 2009)
- Poets of the Civil War (a cura di J.D. McClatchy, 2005)
- Poets of World War II (a cura di Harvey Shapiro, 2003)
- Cole Porter: Selected Lyrics (a cura di Robert Kimball, 2006)
- Theodore Roethke: Selected Poems (a cura di Edward Hirsch, 2005)
- Muriel Rukeyser: Selected Poems (a cura di Adrienne Rich, 2004)
- Carl Sandburg: Selected Poems (a cura di Paul Berman, 2007)
- Karl Shapiro: Selected Poems (a cura di John Updike, 2003)
- Anne Stevenson: Selected Poems (a cura di Andrew Motion, 2007)
- Edith Wharton: Selected Poems (a cura di Louis Auchincloss, 2005)
- Walt Whitman: Selected Poems (a cura di Harold Bloom, 2003)
- John Greenleaf Whittier: Selected Poems (a cura di Brenda Wineapple, 2004)
- William Carlos Williams: Selected Poems (a cura di Robert Pinsky, 2004)
- Yvor Winters: Selected Poems (a cura di Thom Gunn, 2003)
- Louis Zukofsky: Selected Poems (a cura di Charles Bernstein, 2006)

### Pubblicazioni speciali
- Ilan Stavans (a cura di), Isaac Bashevis Singer: An Album (2004, in cofanetto con i tre volumi di Stories)
- Manny Farber, Farber on Film: The Complete Film Writings of Manny Farber (a cura di Robert Polito, 2009)
- John Updike, Hub Fans Bid Kid Adieu: John Updike on Ted Williams (2010)
- Pauline Kael, The Age of Movies: Selected Writings (a cura di Sanford Schwartz, 2011)
- Joe Brainard, The Collected Writings of Joe Brainard (a cura di Ron Padgett, 2012)
- Edgar Rice Burroughs, A Princess of Mars (a cura di Junot Díaz, 2012)
- Edgar Rice Burroughs, Tarzan of the Apes (a cura di Thomas Mallon, 2012)
- Red Smith, American Pastimes: The Very Best of (a cura di Daniel Okrent, 2013)
- Football: Great Writing about the National Sport (a cura di John Schulian, 2014)
- Wilfred Charles Heinz, The Top of His Game: The Best Sportswriting of W.C. Heinz (a cura di Bill Littlefield, 2015)
- President Lincoln Assassinated! The Firsthand Story of the Murder, Manhunt, Trial, and Mourning (a cura di Harold Holzer, 2015)
- String Theory: David Foster Wallace on Tennis (a cura di John Jeremiah Sullivan, 2016)
- My Dearest Julia: The Wartime Letters of Ulysses S. Grant to His Wife (2018)
- Harold Bloom, The American Canon: Literary Genius from Emerson to Pynchon (a cura di David Mikics, 2019)
- Kate Bolick, Jenny Zhang, Carmen Maria Machado e Jane Smiley, March Sisters: On Life, Death, and Little Women (2019)
- Nancy Hale, Where the Light Falls: Selected Stories of (a cura di Lauren Groff, 2019)
- The Peanuts Papers: Writers and Cartoonists on Charlie Brown, Snoopy and the Gang, and the Meaning of Life (a cura di Andrew Blauner, 2019)
- Walt Whitman Speaks: His Final Thoughts on Life, Writing, Spirituality, and the Promise of America, as Told to Horace Traubel (a cura di Brenda Wineapple, 2019)
- American Conservatism: Reclaiming an Intellectual Tradition (a cura di Andrew Bacevich, 2020)
- American Democracy: 21 Historic Answers to 5 Urgent Questions (a cura di Nicholas Lemann, 2020)
- Breece D'J Pancake, The Collected Stories, Fragments, Letters (2020)
- Dolores Hitchens, Sleep with Strangers e Sleep with Slander (2 voll., 2021)
- Molière, The Complete Richard Wilbur Translations (2 voll., 2021)
- Mary Jane Ward, The Snake Pit (2021)
- Richard Wright, The Man Who Lived Underground (2021)
- Edward Hirsch, The Heart of American Poetry (2022)
- Ronald L. Fair, Many Thousand Gone: An American Fable (2023)
- Nancy Hale, The Prodigal Women (2023)
- John A. Williams, The Man Who Cried I Am (2023)
- Jay Parini, Robert Frost: Sixteen Poems to Learn by Heart (2024)
- S. J. Perelman, Cloudland Revisited: A Misspent Youth in Books and Film (2024)
- S. J. Perelman, Crazy Like a Fox (2024)